# Фран Крсто Франкопан
Фран II Крсто Франкопан Тржачки (мађ. Ferenc Trsazki, итал. Francesco Cristoforo), хрватски великаш, песник и завереник (Босиљево?, 1643? — Бечко Ново Место, 30. април 1671).

## Младост
Син Вука II Крсте Франкопана и Уршуле Инхофер. Година рођења несигурна. Без мајке је остао рано, а отац му је умро 1652. Нема потпуних података о школовању. У матицама исусовачког универзитета у Грацу међу »кнежевићима« уписан је 1654. Захваљујући родбинским везама са италијанском племићком породицом Франгипани, боравио у Италији и тамо већ 1656. наследио градић Неми, што му је донело титулу маркиза. Током путовања у Италију (према Фрањи Рачком вероватно 1658) оженио се Јулијом Аном ди Наро, нећакињом кардинала Антонија Барберинија. Након повратка из Италије 1661–62. боравио на штајерском породичном поседу у Брежицама.

## Војна служба
Год. 1663. суделовао је у бици код Јурјевих стена у близини Оточца, у којој су хрватске чете под водством његовог шурака Петра Зринског поразиле надмоћне турске снаге. Год. 1666–67. обнавља и утврђује Новиград на Добри. Уживајући титулу и приходе огулинског капетана, тражио је и сењску капетанију, што је 1669. спречила аустријска војна администрација.

## Завера
Начелно незадовољан политиком бечког двора, посебно после Вашварског мира, а непосредно подстакнут губитком и огулинске капетаније, прикључио се 1669. противаустријској завери хрватског и угарског племства коју је предводио Петар Зрински. На Петрову молбу превео је на италијански његово писмо пољском краљу Михаилу Вишњовјецком, у којем је Зрински тражио пољску помоћ. У склопу припремања завере у марту 1670. упућује писмо капетану Г. Чолнићу у покупском Средичку, у којем се отворено изјаснио за савез с Турцима: »комај чекам, да наше капе с чалмами помешамо и тако ми бога, да крилаки буду фркали по зраку«. Дана 20. марта позвао је на Градецу загребачке грађане да се прикључе бану, а на сабору у Брезовици 24. марта покушао је организовати отпор и међу хрватским племством. Не чекајући обећану турску помоћ и потценивши крајишке снаге, дигао је устанак са само 300 коњаника. Схвативши убрзо да је сам и да су их Турци издали, Фран Крсто се склонио у Чаковец, одакле се 12. априла упутио са Зринским у Беч како би измолили од цара опрост. У Бечу су обојица ухапшени, одвојено заточени и стављени под истрагу.

## Смрт
Франкопана је највише теретило писмо Чолнићу, које је истражитељима доспело у руке. Упркос заузимању кардинала Барберинија и папског нунција у Бечу опата Спиноле, у октобру су обојица пресељени у затвор у Бечком Новом Месту и оптужени за велеиздају. У априлу 1671. над њима је извршена смртна казна одрубљивањем главе. Имања су му заплењена. Његова жена Јулија Ана у априлу 1670. с Орфејем Франкопаном склонила се у Италију, где је као редовница умрла у римском манастиру свете Терезије.

## Поезија
Међу Франкопановим папирима, заосталим у бечком државном архиву, који су прегледани 1871, нађени су лирска збирка под насловом Гартлиц за час кратити, неколико песама неуврштених у збирку, збирка пословица Сентенције всакојашке, збирка загонетака Зганке за вриме кратити, прозни одломак под насловом Трумбита судњега днева и превод прве сцене Молијерове комедије Georges Dandin ou le mari confondu (Јарне богати).
Први је увеоо десетерац у нашу уметничку поезију.